# Romblonella
Romblonella es un género de hormigas perteneciente a la familia Formicidae, categorizado en la tribu Crematogastrini. Fue descrito por William Morton Wheeler en 1935.

## Especies
- Romblonella elysii (Mann, 1919)
- Romblonella heatwolei Taylor, 1991
- Romblonella opaca (F. Smith, 1861)
- Romblonella palauensis M. R. Smith, 1953
- Romblonella scrobifera (Emery, 1897)
- Romblonella townesi M. R. Smith, 1953
- Romblonella vitiensis M. R. Smith, 1953
- Romblonella yapensis M. R. Smith, 1953